# Moris Ergas
Moris Ergas (in greco: Μόρις Έργκας; Salonicco, 10 luglio 1922 – Roma, 8 febbraio 1995) è stato un produttore cinematografico e imprenditore greco naturalizzato italiano.

## Biografia
Ergas nacque a Salonicco, nella Macedonia Centrale, il 10 luglio del 1922 da una benestante famiglia ebraica. Compì gli studi superiori presso un liceo di Belgrado, in Serbia, ma allo scoppio della seconda guerra mondiale, essendo egli ebreo, decise di fuggire verso il Montenegro a seguito dei bombardamenti tedeschi dell'aprile del 1941. Arrestato nel luglio dello stesso anno presso le Bocche di Cattaro, fu trasportato in Albania dove venne internato in un campo a Kavajë (a circa 20 km da Durazzo). A causa delle disastrose condizioni del campo, il gruppo di prigionieri fu imbarcato e trasferito in Italia, dapprima a Bari e in seguito al campo d'internamento di Ferramonti di Tarsia, dove giunse nell'ottobre del 1941.
Al termine del conflitto, e in seguito alla liberazione dall'internamento, si stabilì a Roma, dove divenne, tra la fine degli anni cinquanta e l'inizio degli anni settanta, un affermato produttore cinematografico. Tra i film più importanti da lui prodotti: Il generale Della Rovere di Roberto Rossellini, Chi lavora è perduto (In capo al mondo) di Tinto Brass, Kapò di Gillo Pontecorvo, La steppa di Alberto Lattuada, Adua e le compagne e La visita, ambedue di Antonio Pietrangeli.
Si sposò molto giovane con Jenny Cittone, da cui ebbe due figlie: Marina e Renata. Separatosi dalla moglie, intrattenne una relazione sentimentale con l'attrice Silvana Pampanini, a seguito della quale divorziò legalmente dalla prima moglie. Ebbe poi una lunga e tumultuosa relazione con l'attrice Sandra Milo, che destò molto clamore sui giornali scandalistici del tempo, soprattutto a causa delle loro furibonde liti pubbliche. Da questa relazione, durata oltre un decennio, nacque una figlia, Deborah (che poi diventerà una giornalista televisiva). Nei primi anni ottanta si ritirò dal mondo della produzione cinematografica italiana per dedicarsi all'attività di costruttore edile e di promotore dell'esportazione della cinematografia cecoslovacca.  Si sposò, poco prima di morire, con Maria, che lo aveva accudito durante gli ultimi anni della sua vita ed ebbe quattro nipoti, tre femmine e un maschio; la più piccola, Lesley (nome d'arte Reina) si occupa di produzione di video ed è una giovane cantante.